# Umbrella (platenlabel)
Umbrella was een audiofiel Canadees platenlabel, waarop voornamelijk jazz uitkwam. Het werd in 1974/1975 opgericht door de 'grootvader van de Canadese muziekindustrie', de platenproducer Jack Richardson, eigenaar van opnamestudio Nimbus 9. Op het label kwamen verschillende albums uit van de bigbandleider Rob McConnell, alsook van Nexus, vader en zoon Efrem Zimbalist, The Canadian Brass en Toronto Chamber Orchestra. Het label was actief tot 1978.